# Saussey (Mancha)
Saussey é uma comuna francesa na região administrativa da Normandia, no departamento Mancha. Estende-se por uma área de 8,89 km². Em 2010 a comuna tinha 477 habitantes (densidade: 53,7 hab./km²).